# Lemyrea
Lemyrea es un género con cuatro especies de plantas con flores perteneciente a la familia de las rubiáceas.
Es nativo de Madagascar.

## Especies
- Lemyrea ciliolata (A.Chev.) A.Chev. & Beille (1939).
- Lemyrea krugii (A.Chev.) A.Chev. (1939).
- Lemyrea marojejyensis J.R.Stone & A.P.Davis (2004).
- Lemyrea utilis (A.Chev.) A.Chev. & Beille (1939).